# Édouard Vuillermoz
Pour les articles homonymes, voir Vuillermoz.
Ne doit pas être confondu avec Louis Vuillermoz (corniste).
Édouard Vuillermoz (ou Louis Édouard Vuillermoz ou Louis E. Vuillermoz, il abandonne le prénom Louis pour éviter toute ambiguïté avec son fils) (né le 13 février 1869 à Quingey et mort le 28 février 1939 à Paris 18e) est un corniste et professeur de musique français.

## Biographie
Édouard Vuillermoz étudie au Conservatoire de Paris dans la classe de Jean Mohr (1823-1891) et reçoit le premier prix du cor en 1889 (en jouant du cor naturel). À partir de 1894, il devient membre de l'orchestre de la Société des concerts du Conservatoire. Il devient ensuite cor solo aux Concerts du Châtelet et à l'orchestre de l'Opéra de Paris. Il joue alors du cor à piston, instrument situé entre le cor naturel et le cor d'harmonie (double) moderne.
Au bout de quinze années de vie parisienne, Édouard Vuillermoz quitte Paris, s'installe en 1904 à Monte-Carlo pendant une vingtaine d'années dans une région qu'il affectionne et joue dans l’orchestre du Casino dirigé par Léon Jehin. 
A l'occasion d’un concert exceptionnel donné à Berlin en 1906, Édouard Vuillermoz joue la partie de premier cor du Konzertstück op. 86 de Robert Schumann avec la Philharmonie de Berlin. Dans son livre The Early Horn, John Humphries décrit ainsi la sonorité d'Édouard Vuillermoz :
« cultivated a gentle, almost completely straight, sound. »
— John Humphries, The Early Horn, p. 72

« cultivait une sonorité douce, presque complètement droite. »
— The Early Horn, p. 72
Mais les nombreux enregistrements d'Édouard Vuillermoz révèlent une réalité plus contrastée : s'il joue fréquemment de façon droite en orchestre, il emploie parfois le vibrato dans des passages lyriques.  
Igor Stravinsky le consulte sur les techniques de jeu du cor avec le pavillon en l'air pour l'écriture du Sacre du printemps, composé vers 1910. 
En septembre 1925, on lui propose à Paris le poste de cor solo à la Société des Concerts où il se produit en soliste dans la Villanelle de Paul Dukas.
Il a également joué dans l'orchestre des concerts Straram, créé en 1925 avec les meilleurs musiciens des orchestres parisiens de l'époque et dans la société du double quintette de Paris. 
Il a également enseigné au Conservatoire de Paris pendant seulement trois ans de 1934 à 1937. 
Édouard Vuillermoz a créé le Poème pour cor et piano (ou orchestre) de Charles Koechlin le 24 mars 1927. Il est le dédicataire de plusieurs œuvres telles    Intermezzo de Fernand Jehin, Nocturne de Paul Jeanjean, Polonaise de Joseph-François Rousselot, Rêverie de François Kinapenne, Soir d'Automne de Georges Malézieux. Au début des années 1920, Jean-Marie Maxime-Alphonse (cor solo de l'Opéra-Comique et des Concerts-Pasdeloup) dédie à Édouard Vuillermoz les six cahiers d’études nouvelles et progressives pour cor, toujours en usage.
Édouard Vuillermoz compose Dix Pièces Mélodiques. Il rédige également des œuvres pédagogiques et une collection de  transcriptions pour cor.
Il est le père du compositeur Jean Vuillermoz (1906-1939), né à Monte-Carlo et du corniste Louis Vuillermoz. Dans les années 1930, il se produit fréquemment avec son fils Louis lors de concerts et à la radio.
Il décède à Paris le 28 février 1939.
Proche des facteurs d'instruments en cuivre français, Édouard Vuillermoz a influencé la facture du cor, notamment avec l’emploi du troisième piston ascendant, et du cor double.

## Distinction
Il reçoit les Palmes académiques en 1900.

## Enregistrements
Édouard Vuillermoz a réalisé de nombreux enregistrements, par exemple:
- Nikolaï Rimski-Korsakov, Shéhérazade (Le récit du Prince Kalender), Orchestre de la Société des Concerts du Conservatoire (Édouard Vuillermoz, cor solo), dir. Philippe Gaubert, 1928, (CD, Vogue , 665001, 1990)
- César Franck, Symphonie en Ré mineur (Lento. Allegro non troppo), Orchestre de la Société des Concerts du Conservatoire (Édouard Vuillermoz, cor solo), dir. Philippe Gaubert, 1928, (CD, Timpani, 4C4017,1993)
- Camille Saint-Saëns, Romance en Fa op. 86; Émile Vuillermoz, Pièce mélodique n° 8; avec Édouard Vuillermoz (cor), G. Haas (piano), (Gramophone, l 753, 78 t., 1929)
- Richard Wagner, Siegfried (Une journée sur le Rhin), Orchestre Straram (Édouard Vuillermoz, cor solo), dir. Franz von Hoesslin, 1929, (Historische Ton Dokumente , 5.01113, 2008)

## Œuvres pédagogiques
- Édouard Vuillermoz, Dix pièces mélodiques a changements de tons : [pour] cor a pistons [et piano], Paris, A. Leduc, 1927.

## Source
- (de) Cet article est partiellement ou en totalité issu de l’article de Wikipédia en allemand intitulé « Louis-Edouard Vuillermoz » (voir la liste des auteurs).